# Johnny Stompanato
John "Johnny" Stompanato Jr. (10 de octubre de 1925 - 4 de abril de 1958) fue un ex infante de marina estadounidense y guardaespaldas criminal de Los Ángeles, relacionado con el reconocido mafioso Mickey Cohen.

## Biografía
Casado y con hijos, tuvo una relación amorosa con la actriz Lana Turner, con la que acabó conviviendo. Posteriormente fue asesinado por la hija de la actriz, Cheryl Crane, durante un discusión entre la pareja el 4 de abril de 1958, en la mansión de la estrella en Beverly Hills.
La hija de Turner, de 14 años, la cual mantenía una pésima relación con Stompanato, harta del maltrato hacia ella y su madre, en un ataque de enajenación mental y en defensa de su madre, lo apuñaló en el estómago, lo que le causó la muerte poco después.
El suceso fue un escándalo en Estados Unidos, convirtiéndose en un circo mediático, que conllevó un largo y costoso proceso judicial que acabó con la absolución de Cheryl Crane, hecho que provocó gran conmoción. En el juicio, Lana Turner dio un dramático testimonio.
El reconocido mafioso Mickey Cohen, conocido de Stompanato y relacionado con el mundo delictivo de Los Ángeles, demandó a Lana Turner por el asesinato de su amigo, pero la demanda no prosperó.

## Miscelánea
De carácter sumamente celoso, siguió a su bella y voluble amante hasta un rodaje en Inglaterra, donde protagonizó un incidente con el actor Sean Connery, a principios de 1958, durante la filmación de una película en Londres, amenazando al actor con un arma. Connery logró desarmarlo y noquearlo, expulsándolo del estudio.